# 絈野夏海
絈野 夏海（かせの なつみ、2005年5月20日 - ）は、日本の女子バスケットボール選手である。ポジションはシューティングガード。東京医療保健大学在学中。

## 来歴
長野県出身。
岐阜女子高校3年のウィンターカップでは決勝で京都精華学園に敗れ準優勝も両軍最多の31得点を決め、大会全体でも3ポイントシュートを27本決めて大会新記録をマークし、ベスト5に選出された。
2024年1月、パリオリンピック世界最終予選日本代表候補に高校生で唯一選出。
同年、東京医療保健大学に進学。
関東トーナメント、リーグ、全日本インカレともに2位。トーナメントでは新人賞、インカレでは優秀選手賞受賞。
2025年関東トーナメント優勝。ベスト8賞受賞。
5月日本代表セレクションキャンプに招集されるが、1次強化合宿(25人)には呼ばれず。
同月ユニバ代表1次強化合宿(12人)に招集される。